# Blenheim Palace
Blenheim Palace (udtales: ˈblɛnəm, blen-um) er et monumentalt herresæde  i Woodstock i England. Det er det eneste herresæde i landet, hvor benævnelsen palace indgår, uden at det har været bispegård eller kongelig bolig. 
Blenheim blev opført mellem 1705 og 1722 i engelsk barok. Det var tænkt som en gave til John Churchill, 1. hertug af Marlborough efter hans militære triumf mod Frankrig, men der opstod politiske stridigheder omkring herresædet. Marlborough faldt i unåde og gik i eksil, og arkitekten sir John Vanbrugh fik sit rygte ødelagt. Bygningen er et verdensarvsområde og er ikke mindst kendt som Storbritanniens premierminister under Anden Verdenskrig, Winston Churchills fødested.